# Pasco (Washington)
Pasco (kiejtése: pæskoʊ) az Amerikai Egyesült Államok északnyugati részén, Washington állam Franklin megyéjében elhelyezkedő város, a megye székhelye. A 2010. évi népszámlálási adatok alapján 59 781 lakosa van.
A városban működik a Columbia-medencei Főiskola. A Pascói Tankerület fennhatósága alá 23 közintézmény tartozik, emellett online kurzusokat is tartanak.
Az 1980-as években két kísérlet is volt a Tri-Cities körzet városainak összevonására: először mindhármat, később már csak Kennewicket és Richlandet kívánták egyesíteni. A javaslatokat csak Richlandben támogatták.

## Történet
A térség a szőrme- és aranykereskedők kedvelt helyszíne volt. 1805. október 16-án Lewis és Clark expedíciója a mai Sacajawea Állami Park területére látogatott. Az 1880-as években megnyílt a Northern Pacific Railway vasútvonala, ezáltal a régió lakossága növekedett. Pasco 1891. szeptember 3-án kapott városi rangot. A Pasco nevet Virgil Bogue építőmérnök választotta a Peruban fekvő Cerro de Pasco településre utalva. 1941-ben elkészült a Grand Coulee-gát, ezáltal lehetőség nyílt a növénytermesztésre.
A régió lakossága a Nagaszakira ledobott atombombához szükséges plutóniumot előállító Hanford üzem jelenlétének köszönhetően az 1940-es és 1950-es években gyorsan növekedett, a lakosok többsége Richlandben és Kennewickben telepedett le.
Az 1990-es évekre előrejelzett népességrobbanás miatt több befektető is vásárolt itt telkeket, a város nyugati részén új lakó- és kereskedelmi negyedek létesültek.

## Éghajlat
A város éghajlata félsivatagi sztyeppe (a Köppen-skála szerint BSk).
| Hónap                         | Jan.  | Feb.  | Már.  | Ápr. | Máj. | Jún. | Júl. | Aug. | Szep. | Okt.  | Nov.  | Dec.  | Év    |
| ----------------------------- | ----- | ----- | ----- | ---- | ---- | ---- | ---- | ---- | ----- | ----- | ----- | ----- | ----- |
| Rekord max. hőmérséklet (°C)  | 23,3  | 23,3  | 31,7  | 35,0 | 40,0 | 42,8 | 46,1 | 46,1 | 37,8  | 32,2  | 26,1  | 21,7  | 46,1  |
| Átlagos max. hőmérséklet (°C) | 5,6   | 8,9   | 14,4  | 18,9 | 23,9 | 27,8 | 32,2 | 31,7 | 26,7  | 18,9  | 10,6  | 4,4   | 18,7  |
| Átlagos min. hőmérséklet (°C) | −1,7  | −0,6  | 2,2   | 5,6  | 10,0 | 13,3 | 16,7 | 16,1 | 11,1  | 5,6   | 2,2   | −1,7  | 6,6   |
| Rekord min. hőmérséklet (°C)  | −32,8 | −30,6 | −12,8 | −7,8 | −2,8 | 2,2  | 3,3  | 2,8  | −6,1  | −10,0 | −21,7 | −33,9 | −33,9 |
| Átl. csapadékmennyiség (mm)   | 27    | 21    | 19    | 14   | 16   | 13   | 6    | 5    | 8     | 15    | 25    | 29    | 198   |
| Forrás: The Weather Channel   |       |       |       |      |      |      |      |      |       |       |       |       |       |

## Népesség
A 2010-es népszámláláskor a városnak 59 781 lakója, 17 983 háztartása és 13 863 családja volt. A népsűrűség 679,9 fő/km2. A lakóegységek száma 18 782, sűrűségük 213,6 db/km2. A lakosok 55,8%-a fehér, 1,9%-a afroamerikai, 0,5%-a indián, 1,9%-a ázsiai, 0,1%-a a Csendes-óceáni szigetekről származik, 36,4%-a egyéb, 3,3%-a pedig kettő vagy több etnikumú. A spanyol vagy latino származásúak aránya 55,7% (   )
A háztartások 51,3%-ában élt 18 évnél fiatalabb. 55,1% házas, 14,9% egyedülálló nő, 7,1% egyedülálló férfi, 22,9% pedig nem család. 17% egyedül élt; 5,3%-uk 65 éves vagy idősebb. Egy háztartásban átlagosan 3,3 személy élt; a családok átlagmérete 3,73 fő.
A medián életkor 27,3 év volt. A város lakóinak 35,5%-a 18 évesnél fiatalabb, 10,6% 18 és 24 év közötti, 29,9%-uk 25 és 44 év közötti, 17,2%-uk 45 és 64 év közötti, 6,7%-uk pedig 65 éves vagy idősebb. A lakosok 50,7%-a férfi, 49,3%-a pedig nő.

## Közigazgatás
Pasco az adminisztrációs feladatok ellátására városmenedzsert alkalmaz. A képviselőtestület hét tagjából hatot választókerületenként szavaznak meg, míg egy az összesített voksok alapján kap mandátumot. A polgármester és alpolgármester személyéről két évente szavaznak, ők a testület tagjai közül kerülnek ki. A városmenedzsert szintén a képviselőtestület nevezi ki.
Egyes feladatokért (például parkok vagy nyugdíjasok ellátása) a város által megbízott tanácsadó testületek felelnek, melyekben civilek is helyet kapnak.

## Turizmus
A szombatonkénti termelői piac május és október között látogatható. A szeptemberben megrendezett Fiery Foods Festivalon a spanyol ajkúak fűszeres ételeit lehet megkóstolni.
A Gesa Stadion a Northwest League-ben játszó Tri-City Dust Devils baseballmérkőzéseinek helyszíne. A város kongresszusi központja a HAPO Center (korábban TRAC).

## Közlekedés
Franklin és Benton megyék közösségi közlekedését a Ben Franklin Transit biztosítja, a helyi vasútállomáson az Amtrak által üzemeltetett Empire Builderre lehet felszállni.
A Tri-Cities repülőtérről többek között Seattle, Salt Lake City, Chicago és Denver felé lehet eljutni.
A településen található a BNSF Railway egyik rendezőpályaudvara.

## Nevezetes személyek
- Arthur Fletcher, politikus, a pozitív diszkrimináció atyja[26]
- Brian Urlacher, NFL-játékos[27]
- Bruce Kison, MLB-játékos[28]
- Chuck Palahniuk, író[29]
- Doc Hastings, kongresszusi képviselő[30]
- James Wong Howe, operatőr[31]
- Jeannie Russell, színész[32]
- Jeremy Bonderman, MLB-játékos[33]
- Joseph Santos, festő[34]
- Kathy Brock, televíziós hírolvasó[35]
- Kristine W, énekes és dalszerző[36]
- Maris Wrixon, színész[37]
- Michael Jackson, amerikaifutball-játékos[38]
- Ray Washburn, MLB-játékos[39]
- Ron Silliman, költő[40]
- S. T. Gordon, ökölvívó[41]

## Fordítás
- Ez a szócikk részben vagy egészben  a   Pasco, Washington című angol Wikipédia-szócikk ezen változatának fordításán alapul.  Az eredeti cikk szerkesztőit annak laptörténete sorolja fel. Ez a jelzés csupán a megfogalmazás eredetét és a szerzői jogokat jelzi, nem szolgál a cikkben szereplő információk forrásmegjelöléseként.